# Andernos-les-Bains
 Andernos-les-Bains  es una comuna y población de Francia, en la región de Nueva Aquitania, departamento de Gironda, en el distrito de Arcachón y cantón de Audenge.
Está integrada en la Communauté de communes du bassin d'Arcachon Nord Atlantique, de la cual es la mayor población.

## Demografía
Su población en el censo de 2007 era de 10.543 habitantes, la mayor del cantón. Su aglomeración urbana, que incluye Lanton, tenía 16.509 habitantes.
| 2,300 | 3,174 | 3,472 | 4,676 | 5,119 | 5,971 | 7,176 | 9,254 |
| Para los censos de 1962 a 1999 la población legal corresponde a la población sin duplicidades (Fuente: INSEE [Consultar]) |       |       |       |       |       |       |       |

Forma parte del área urbana de Burdeos.